# Нишкоперка
Нишкоперките (Opisthonema oglinum) са вид актиноптери от семейство Селдови (Clupeidae).Срещат се в Бразилия. 
Те са незастрашен вид.
Таксонът е описан за пръв път от Шарл Александр Льосюйор през 1818 година.